# Daddy schafft sie alle
Daddy schafft sie alle ist ein US-amerikanischer Abenteuerfilm aus dem Jahr 1994. Der Familienfilm wurde zum ersten Mal am 15. Oktober 1994 auf dem Fernsehsender ABC ausgestrahlt. In Deutschland lief er zum ersten Mal am 1. Oktober 2000 auf ProSieben.

## Handlung
Der Autor Spencer Paley ist ein etwas neurotischer und auf Sicherheit bedachter Vater, der in jeder Handlung, die sein Sohn Michael macht, eine potentielle Verletzung sieht. Da seine Frau Donna allerdings von ihm will, ein besseres männliches Vorbild zu sein, fordert sie ihn auf Michael bei dessen Campingausflug mit der Klasse nach Santa Catalina Island zu begleiten. Etwas unfreiwillig nimmt Spencer daran teil und fängt bereits während der Fahrt zum Ausflug an, darüber zu meckern. Michael wünscht sich nur, dass Spencer weniger schimpft und ihn insbesondere nicht blamiert. Obwohl er ihm das verspricht, dauert es nicht lange, bis er wieder anfängt seine Sprüche zu reißen und zu meckern. Nachdem die Fähre zur Insel kurz nach Mitternacht ankommt und noch ein Fußmarsch von 45 Minuten ansteht, ist der Ärger Spencers groß. Also weigert er sich mitzuwandern und nimmt die Mädchenfähre zum Camp Buffalo Valley.
Am nächsten Morgen ist sein Sarkasmus über das schlechte Camp ungebrochen. Dem Ex-Marine und Feuerwehrmann Chet gefallen Spencers Sprüche überhaupt nicht und Michael ermahnt seinen Vater immer wieder, damit aufzuhören. Aber die Peinlichkeiten hören für Michael nicht auf, denn beim anschließenden Bogenschießen versagen sie genauso wie beim Fünfkampf. Beim Paddeln stellen sich beide sogar so schlecht an, dass sie nicht nur ein Rennen gegen ein Mädchenboot verlieren, sondern ihr 30 Jahre altes Paddelboot kentern lassen, sodass Spencer dafür 400 US-Dollar zahlen muss. Als sie anschließend eine Expedition in eine Silbermine machen, bricht Spencer auch noch wegen seiner Klaustrophobie ohnmächtig zusammen. Erst als sie gegen Chet und dessen Sohn Chip Basketball spielen und sich zusammenreißen, können sie dank einer Teamleistung zum ersten Mal etwas gewinnen. Damit sind die Streitigkeiten zwischen Vater uns Sohn erstmal beendet, zumindest vorerst.
Denn nach einem ausgelassenen Lagerfeuer wollen beide in ihr Zelt. Unglücklicherweise hat es Chet zuvor komplett zerstört. Als Spencer ihn daraufhin zur Rede stellt, antwortet Chet flapsig und greift ihn an. Damit fühlt sich Michael so blamiert, dass er nur noch abreisen will. Am nächsten Morgen nimmt er allerdings, etwas widerwillig, Spencers Entschuldigung an und nimmt am letzten Wettbewerb, einer Schatzsuche in der Silbermine, teil. Nachdem sie sich durch Spinnweben und an Schlangen vorbei gekämpft haben, schaffen sie es als erster den Schatz zu finden. Nur kommt kurz darauf Chet mit seinem Sohn und beansprucht ihn für sich. Erneut kommt es zu einem Kampf, wobei alle vier durch den Holzboden in eine Höhle, nahe einem tiefen Abgrund fallen. Nur weil sie zusammenarbeiten, können sie sich gerade noch in größter Not befreien. Anschließend vertragen sich Spencer und Chet. Chet wird darüber hinaus gemeinsam mit seinem Sohn Michael noch als Schatzjäger ausgezeichnet und bekommt eine Tapferkeitsauszeichnung. All ihre Abenteuer erzählen sie nach ihrer Heimreise Donna. Aber diese kann kaum glauben, was sie hört. Als Spencer auch noch zustimmt, noch mehr mit Michael zu machen, neben einem Campingausflug vielleicht sogar noch Bungeespringen, meint Donna nur, dass er nicht wieder übertreiben soll.

## Kritik
In der Variety meinte Tony Scott, dass der Film „nicht vielversprechend“ klinge, und die „undifferenzierte Regie“ nicht helfe, aber trotz der „allgemein oberflächlichen Schauspielerei“ schaffe es Saget „durch seine individuelle Darstellung“ eine „echte, wenn nicht gar sympathische Figur“ zu erschaffen.
Das Lexikon des internationalen Films meinte: „Anspruchslose Outdoor-Komödie, bei der zu keiner Zeit der Funken überspringt.“